# بین‌المللی فرودگاه هرمیز کویخادا
بین‌المللی فرودگاه هرمیز کویخادا (به انگلیسی: Hermes Quijada International Airport) (به زبان بومی: Aeropuerto Internacional de Río Grande - Hermes Quijada) یک فرودگاه همگانی و نظامی مسافربری با کد یاتا RGA است که یک باند فرود آسفالت دارد و طول باند آن ۲۰۰۰ متر است. این فرودگاه در شهر ریو گرانده، تیرا دل فوئگو کشور آرژانتین قرار دارد و در ارتفاع ۲۰ متری از سطح دریا واقع شده‌است.

## شرکت‌های هواپیمایی و مقصدهای پروازی
| شرکت‌های هواپیمایی    | مقصدهای پروازی                                                                                           |
| -------------------- | --- |
| ارولینیاس آرژانتیناس | محله هوایی یورگ نوبری                                                                                    |
| ال‌ای‌دی‌ئی             | ژنرال انریکو ماسکونی، کامندنتی ارماندو توولا، پیلوتو سیویل نوربرتو فرناندز، اوشوآیا – مالویناس آرجنتیناس |